# Amigdalo-hipocampectomia
A amigdalo-hipocampectomia é um procedimento cirúrgico para o tratamento da epilepsia. Consiste na remoção do hipocampo, que desempenha um papel na memória, consciência espacial e navegação, e as amígdalas, que desempenham um papel no processamento e memória das reações emocionais, ambas as estruturas fazem parte da o sistema límbico do cérebro.
A amigdalo-hipocampectomia é usada somente quando todas as outras opções de tratamento não conseguiram resolver a epilepsia. É um tratamento eficaz para a maioria dos pacientes. No entanto, os possíveis efeitos colaterais adversos incluem memória prejudicada e defeitos na percepção visual.

## Procedimento

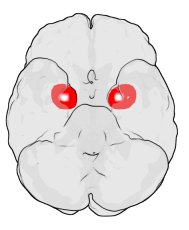
Amígdala

A amigdalo-hipocampectomia é indicada quando o ponto focal das crises pode estar anatomicamente localizado no hipocampo e amígdala. Normalmente, para ser considerado para este procedimento, é necessário ter falhado em todos os tratamentos de primeira linha.
A amigdalo-hipocampectomia seletiva removerá apenas as porções agressivas do hipocampo e da amígdala. Quando dados de estudos de eletrofisiologia e neuropatia em relação à epilepsia do lobo temporal determinam que esta área é a origem da atividade convulsiva, a remoção do hipocampo e da amígdala geralmente é indicada. Imagens de computador às vezes são usadas para orientar este procedimento. Os pacientes continuam as atividades normais após aproximadamente seis a oito semanas.

## Estatísticas e efeitos colaterais
Dos 376 pacientes que realizaram o procedimento de amigdalo-hipocampectomia, em comparação com outros tipos de ressecções do lobo temporal, dois terços dessa população foram relatados livres de convulsões incapacitantes. Alguns pacientes relatam defeitos na percepção visual e memória prejudicada.